# Annelies Verbon
Annelies Verbon (Velsen, 1962) is een Nederlands internist, gespecialiseerd in infectiologie. Zij is hoogleraar aan het Erasmus MC. Tijdens de coronapandemie in 2020 was zij lid van het Outbreak Management Team, dat de Nederlandse overheid adviseerde over het te voeren beleid.

## Biografie
Verbon studeerde geneeskunde aan de Universiteit van Amsterdam en promoveerde daar in 1992 op het proefschrift Development of a serological test for tuberculosis: from bench to bedside. Daarna werkte ze aan het AMC in Amsterdam als specialist infectieziekten. Bij de Universiteit Maastricht werd zij hoofd van de afdeling infectieziekten. In 2009 ging zij werken bij het Erasmus MC in Rotterdam. In 2020 is zij daar hoofd van de afdeling Medische Microbiologie en Infectieziekten. Haar inaugurele rede als hoogleraar in Rotterdam had de titel Antibiotica: wondermiddel of total loss?
Naast haar werk bij het Erasmus MC is zij in 2020 lid van verschillende commissies voor het ontwikkelen van richtlijnen, is zij reviewer van proposals voor verschillende Aids-fondsen, voor ZonMW en voor NWO.
Zij is ook lid van het regionaal coördinatieteam van het Zorgnetwerk Antibioticaresistentie voor Zuidwest-Nederland, dat in opdracht van het ministerie van Volksgezondheid, Welzijn en Sport is opgericht. In 2017 riep zij namens hetzelfde ministerie op om in actie te komen tegen antibioticaresistentie.
In 2020 is zij voorzitter van de Nederlandse Vereniging voor Internist Infectiologen en lid van de stuurgroep van het project Rotterdam-Rijnmond Aidsvrij 2030 van de GGD Rotterdam-Rijnmond.

## Publicaties (selectie)
- Verbon schreef meer dan 200 artikelen in wetenschappelijke tijdschriften. Zie PubMed hieronder voor de vrijwel complete lijst.
- Manzhi Zhaoa, Elisa De Crignis, Casper Rokx, AnneliesVerbon, Teun van Gelder, Tokameh Mahmoud, Peter D. Katsikisa, Yvonne M.Mueller: 'T cell toxicity of HIV latency reversing agents'. In: Pharmacological Research, Volume 139, January 2019, Pages 524-534 Link
- Thomas R. Hawn, Annelies Verbon, Marta Janer, Lue Ping Zhao, Bruce Beutler, Alan Aderem: 'Toll-like receptor 4 polymorphisms are associated with resistance to Legionnaires' disease'. In: Proceedings of the National Academy of Sciences, Feb 2005, 102 (7) 2487-2489; Link
- Thomas R. Hawn, Annelies Verbon, Kamilla D. Lettinga, Lue Ping Zhao, Shuying Sue Li, Richard J. Laws, Shawn J. Skerrett, Bruce Beutler, Lea Schroeder, Alex Nachman, Adrian Ozinsky, Kelly D. Smith, Alan Aderem: 'A Common Dominant TLR5 Stop Codon Polymorphism Abolishes Flagellin Signaling and Is Associated with Susceptibility to Legionnaires' Disease. ‘’Journal of Experimental Medicine’’, 17 November 2003; 198 (10): 1563–1572. Link
- Jaklien C. Leemans, Nicole P. Juffermans, Sandrine Florquin, Nico van Rooijen, Margriet J. Vervoordeldonk, Annelies Verbon, Sander J. H. van Deventer, Tom van der Poll: 'Depletion of Alveolar Macrophages Exerts Protective Effects in Pulmonary Tuberculosis in Mice'. In: The Journal of Immunology, April 1, 2001, 166 (7) 4604-461. Link
- Annelies Verbon, Pascale E. P. Dekkers, Tessa ten Hove, C. Erik Hack, John P. Pribble, Terence Turner, Sonia Souza, Tim Axtelle, Frans J. Hoek, Sander J. H. van Deventer and Tom van der Poll: 'IC14, an Anti-CD14 Antibody, Inhibits Endotoxin-Mediated Symptoms and Inflammatory Responses in Humans'. In: Journal of Immunology, March 1, 2001, 166 (5) 3599-3605. Link
- Nicole P. Juffermans, Sandrine Florquin, Luisa Camoglio, Annelies Verbon, Arend H. Kolk, Peter Speelman, Sander J. H. van Deventer, Tom van der Poll: 'Interleukin-1 Signaling Is Essential for Host Defense during Murine Pulmonary Tuberculosis. In: The Journal of Infectious Diseases, Volume 182, Issue 3, September 2000, Pages 902–908. Link
- A Verbon, R A Hartskeerl, A Schuitema, A H Kolk, D B Young, R Lathigra: 'The 14,000-molecular-weight antigen of Mycobacterium tuberculosis is related to the alpha-crystallin family of low-molecular-weight heat shock proteins'. In: Journal of Bacteriology, Feb 1992, 174 (4) 1352-1359. Link